# 굴지성
굴지성(屈地性, 영어: gravitropism 또는 geotropism)은 중력의 자극에 의해 굴성이 일어나는 것을 말한다. 굴지성에는 '양굴지성(양성 굴지성)'과 '음굴지성(음성 굴지성)'이 있다.
예를 들어, 쓰러진 코스모스의 줄기가 위쪽으로 굽어 자라는 것은 음굴지성을 나타내는 것으로, 이것은 옥신이 많은 줄기의 아랫부분에서 생장이 빨리 일어났기 때문이다. 한편, 뿌리는 땅속으로 굽어 자라는 양굴지성을 나타내는데, 이것은 줄기와 달리 뿌리에서는 옥신의 농도가 높은 쪽에서 오히려 생장이 억제되기 때문이다. 이와 같은 현상은 옥신이 중력에 대하여 아래쪽으로 이동하는 성질이 있기 때문이다. 즉, 수평으로 놓여진 줄기는 중력에 의해 옥신이 아랫부분에 몰리게 되므로, 그 부분의 생장이 윗부분보다 두드러지게 되어 굽는 현상이 나타나는 것이다. 그러므로 만일 옥신의 흐름을 막는다면, 이러한 굴지성 현상은 나타나지 않을 것이다.

## 같이 보기
- 굴성